# Юдома
Ю̀дома е река в Азиатската част на Русия, Източен Сибир, Хабаровски край и Република Якутия (Саха), десен приток на Мая от басейна на Алдан. Дължината ѝ е 765 km, която ѝ отрежда 77-о място по дължина сред реките на Русия. С лявата съставящата я река Ниткан 820 km.
Река Юдома се образува от сливането на реките Ниткан (лява съставяща, 55 km) и Авлия (дясна съставяща, 43 km) на южния склон на хребета Сунтар-Хаята, на 997 m н.в., в най-северната част на Хабаровски край. По цялото си протежение река Юдома тече в пределите на Юдомо-Майската планинска земя в посока юг и юг-югозапад, като в последните 270 km служи за граница между Хабаровски край и Република Якутия (Саха). В горното си течение Юдома е типична планинска река – сравнително тясна долина (5 – 8 km), бързо течение, каменисто дъно, прагове, плитчини и множество планински меандри, а на някои по-широки места се разделя на ръкави. В средното течение е вече полупланинска река, с много по-широка, но дълбока долина и с много меандри. В долното течение долината ѝ значително се разширява, появява се обширна заливна тераса, по която реката меандрира. Наклонът на течението от извора до устието се изменя от 3,7 до 0,56‰. Влива отдясно в река Мая (от басейна на Алдан), при нейния 179 km, на 193 m н.в., при село Уст Юдома, Република Якутия (Саха).
Водосборният басейн на Юдома има площ от 43,7 хил. km2, което представлява 25,6% от водосборния басейн на река Мая и се простира в югоизточната част на Република Якутия (Саха) и най-северната част на Хабаровски край. В басейна на реката има 599 реки и 4889 малки езера с обща площ от 196 km2.
Границите на водосборния басейн на реката са следните:
- на север – водосборния басейн на река Индигирка, вливаща се в Източносибирско море;
- на изток и юг – водосборните басейни на реките Охота и Урак, вливащи се в Охотско море;
- на юг – водосборните басейни на малки десни притоци на Мая;
- на северозапад – водосборните басейни на реките Аллах-Юн и Ханда, десни притоци на Алдан;

Река Мая получава множество притоци с дължина над 10 km, като 3 от тях са с дължина над 100 km:
- 656 → Кяла 109 / 2560, Хабаровски край
- 421 ← Акачан 135 / 4290, Хабаровски край
- 88 → Горби (Кирбии) 212 / 5640, Хабаровски край

Подхранването на реката е смесено, като дъждовното с малко превишава снежното, а в горлното течение преобладава лединковото. Режимът на оттока се характеризира с високо пролетно пълноводие (над 35% от годишния отток) и епизодични, но много високи летни прииждания (юли и август) в резултат на проливни дъждове. Най-пълноводен е месен юни. Среден годишен отток на 12 km от устието 342 m3/s, което като обем се равнява на 10,794 km3/год, максимален 6780 m3/s, есенен 70,2 m3/s, зимен 0,84 m3/s. Ледовете по течението на Юдома започват да се появяват в началото на октомври и до средата на месеца реката замръзва. В горното и средно течение замръзва до дъно. Окончателно се размразява през третата десетдневка на май.
Средномесечен отток на река Юдома (в m3/s) на 12 km от устието от 1944 до 1998 г.
По течението на реката има само едно постоянно населено място: посьолок Югорьонок в Република Якутия (Саха).
Река Юдома е плавателна на 250 km от устието си до посьолок Югорьонок.